# Região Metropolitana do Vale do Aburrá
A Região Metropolitana de Medellín localiza-se no departamento do Antioquia. Estimativas de 2005 apontam que a Região Metropolitana de Medellín totaliza 3.442.197 habitantes, sendo a segunda mais populosa do Colômbia.

## Municipios
A Região Metropolitana de Medellín é composta atualmente por 10 municipios:
| Municipios  | Área km² | População (hab) | Densidade (hab/km²) | Altitude msnm | Mapa da Região Metropolitana de Medellín |
| ----------- | -------- | --------------- | ------------------- | ------------- | ---------------------------------------- |
| Medellín    | 579,638  | 2.353.109*      | 5.840               | 1.538         |                                          |
| Bello       | 142,36   | 371,973*        | 2.496               | 1.450         |                                          |
| Envigado    | 50,00    | 175.240*        | 3.504               | 1.575         |                                          |
| Itagüí      | 17,00    | 230.272*        | 13.545              | 1.550         |                                          |
| Sabaneta    | 15,00    | 44.820*         | 2.988               | 1.550         |                                          |
| Barbosa     | 206,00   | 42.537*         | 206                 | 1.300         |                                          |
| Caldas      | 133,40   | 67.372*         | 449                 | 1.750         |                                          |
| La Estrella | 35,00    | 52.709*         | 1.505               | 1.775         |                                          |
| Girardota   | 78,00    | 42.744*         | 548                 | 1.425         |                                          |
| Copacabana  | 70,00    | 61.421*         | 877                 | 1.454         |                                          |
| Total       | 1.326,39 | 3.442.197*      | 2.907               | —             | —                                        |
| *DANE       |          |                 |                     |               |                                          |